# 46083 Aaronkingery
46083 Aaronkingery este o planetă minoră (asteroid), cu un diametru de 7,952 km, din centura de asteroizi. A fost descoperită pe 2 martie 2001 la Stația Anderson Mesa de Lowell Observatory Near-Earth-Object Search. 
Obiectul prezintă o orbită caracterizată de o semiaxă mare de 2,7497121952107 UAi, o excentricitate de 0,27672355436705, o înclinație de 9,247155771232 ° în raport cu ecliptica.